# Espi Tomičić
Espi Tomičić (Zagreb, 1995.) književnik je i dramaturg. Autor je dramskih tekstova, kratkih priča i eseja. Član je feminističkog kolektiva fAKTIV i Arbajt kolektiva.

## Životopis
Dramaturgiju upisuje na Akademiji dramske umjetnosti u Zagrebu 2015. godine i završava dvosemestralni obrazovni program Centra za ženske studije u Zagrebu 2018. Sudjeluje u performativnoj akciji za obranu obrazovanja, tj. za stipendiranje. 
Redoviti je suradnik MI2-MaMa. Tijekom pandemije 2020. interventno je suorganizirao sustav solidarnosti za pomoć u dostavi hrane, lijekova i drugih potrepština za nezbrinute stare osobe u Zagrebu #JedniZaDruge, ali i objavljuje svoju prvu tiskanu publikaciju, a KUFER mu izvodi poetsku dramu on-line.

## Profesionalni rad i nagrade
Prvo pa žensko tragikomedija o rodu (o jeziku) (2016.) postavljena je u Gradskom dramskom kazalištu Gavella na Danima Ogranka mladih. U sklopu ciklusa radiofonskih izvedbi Plan za bijeg Tomičić ko-režira i su-izvodi radiofonsku izvedbu Nekoliko glasova nestalih u zraku (2016.). Su-potpisuje scenariji za promo film i kronike Ganz festivala (2016.) u Teatru &TD.
Osvaja nagradu Centra za ženske studije za najbolji studentski rad - izvedbeni projekt Refleksije (2016.). Zagrebačkom kazalištu mladih radi kao asistent dramaturga (Goran Ferčec) na predstavi Ljudski glas (2018.). Na studentskom festivalu Desadu sudjeluje s dramskim tekstom Ne zaboravi pokriti stopala (2019.). Izbor iz poezije uvršten mu je u Rukopise 42 - zbornik poezije i kratke proze mladih s prostora ex-YU 2019. godine. Za dramski tekst Ne zaboravi pokriti stopala (2019.) dobiva Dekaničinu nagradu, a s istim tekstom pobjeđuje na natječaju portala Drame.hr za prijevod na engleski jezik. Tekst je izabran i na EURODRAM-ovom natječaju (2020. godine) za originalni dramski tekst kao jedan od tri s najviše glasova. Na Trećem programu Hrvatskog radija premijerno mu je izvedena radiodrama Ne zaboravi pokriti stopala 2020. godine. Tekst Your Love Is King javno je izveden u sklopu projekta Budućnost je ovdje u Zagrebačkom kazalištu mladih 2020. godine. Isti tekst je objavljen u tiskanom izdanju u nakladi Multimedijalnog instituta 2020. godine kao prvi dramski u MaMa-inoj maloj biblioteci. Osvaja treću nagradu Marin Držić za 2019. godinu za tekst #ostavljamvamsvojekodoveihvalazaprijateljstvo ili #bitćesveokej.
Kao dio projekta Monovid-19 Stavi vodu za kavu preveden je i na poljski.
U  sklopu Perforacija izlazi plesna predstava Arbajt 2021. godine na kojoj surađuje kao dramaturg. U suradnji s WHW-om i Theom Prodromisom izlazi s projektom 30yrs1d u GMK 2021. godine. U Kunst teatru 2021. Ivan Penović postavlja njegov teskt Ti si prvi hrabar. U ZPC surađuje kao dramaturg na plesnoj predstavi Boys boys boys koja izlazi 2021. godine. Kratke priče mu izlaze u knjizi Vrijeme misli (Revija malih književnosti) 2021. godine. Na natječaju za dramski tekst HNK u Zagrebu 2022. dijeli prvo mjesto s Lidijom Deduš za dramski tekst Budi uvijek kao zmaj. Osvaja nagradu Fadila Hadžića za najbolji tekst Dana satire za tekst Ti si prvi hrabar 2022. Drame su mu prevedene na engleski, španjolski, francuski i makedonski jezik. Drama Ne zaboravi pokriti stopala izvedena je na festivalu Textes sans frontières u Lorraineu (Francuska) 2022. godine. Osvaja drugu nagradu Marin Držić za 2022. godinu za tekst Ples na broju 60. Radi kao dramaturg i asistent režije na predstavi Ćelava pjevačica u Zagrebačkom kazalištu mladih 2023. godine.
Kolumnist je portala Booksa.
Član je Arbajt kolektiva.

### Popis djela
- Prvo pa žensko, 2016.
- Nekoliko glasova nestalih u zraku, 2016.
- Refleksije, 2016.
- Ne zaboravi pokriti stopala, 2019.
- #ostavljamvamsvojekodoveihvalazaprijateljstvo ili #bitćesveokej, 2019.
- Your Love Is King,  2020.
- Ti si prvi hrabar, 2021.
- Budi uvijek kao zmaj, 2022.
- Ples na broju 60, 2023.

### Nagrade i priznanja
- Nagrada Centra za ženske studije za najbolji studentski (2016.) za Refleksije
- Dekaničina nagrada ADU (2019.) za Ne zaboravi pokriti stopala
- Osvaja natječaje portala Drame.hr (2019.) i EURODRAM (2020.) za Ne zaboravi pokriti stopala
- Treća Nagrada za dramsko djelo "Marin Držić" (2019.) za tekst #ostavljamvamsvojekodoveihvalazaprijateljstvo ili #bitćesveokej
- Nagrada za suvremeni dramski tekst na natječaju HNK za tekst Budi uvijek kao zmaj
- Nagrada Fadila Hadžića za najbolji tekst Dana satire za tekst Ti si prvi hrabar 2022.
- Druga Nagrada za dramsko djelo "Marin Držić" (2022.) za tekst Ples na broju 60

## Intervjui i osvrti
- Intervju za Telegram.hr
- Intervju za Radio 808
- 100% jutarnji.hr  Arhivirana inačica izvorne stranice od 19. lipnja 2020. (Wayback Machine)
- Intervju za Voxfeminae.net